# Reacció de Diels-Alder

Reacció de Diels-Alder entre el 1,3-butadiè (diè) i l'etilè (dienòfil), per formar el ciclohexè

La reacció de Diels-Alder és una de les reaccions més importants en la química orgànica que té lloc entre un diè conjugat i un alquè substituït, normalment anomenat dienòfil, per formar un sistema ciclohexè substituït. La característica principal del diè és la possessió de substituents cessors d'electrons, mentre que en el dienòfil ha de tenir substituents acceptors. Algunes reaccions Diels-Alder són reversibles i la reacció de descomposició de l'anell s'anomena Retro Diels-Alder.
És una reacció molt útil en síntesi orgànica, ja que permet l'obtenció d'un anell de ciclohexè, les reaccions de d'obtenció del qual (així com les reaccions de ciclació en general) són escasses i generalment dificultoses. En la majoria de casos és una reacció cinèticament i termodinàmicament favorable. És una reacció útil per obtenir anells de sis àtoms amb heteroàtoms (nitrogen, oxigen…).
El descobriment i desenvolupament d'aquesta reacció per part dels químics alemanys Otto Diels i Kurt Alder a partir de 1928 fou la causa per la qual se'ls va concedir el Premi Nobel de Química l'any 1950.

## Mecanisme de reacció

Superposició d'orbitals en una reacció de Diels-Alder

La reacció de Diels-Alder és una reacció pericíclica, és a dir que té lloc a través d'un estat de transició de geometria cíclica, que té un volum inferior que els reactius i els productes i en el qual es formen els dos enllaços C-C al mateix temps. Com a tal, no existeix un mecanisme de reacció, sinó que és, senzillament, una redistribució cíclica dels electrons π. L'estat de transició no és polar ni s'hi generen càrregues i presenta un lleuger caràcter de radical lliure. En l'estat de transició els carbonis 1 i 4 del diè modifiquen la seva hibridació de sp² a sp3 per poder formar dos enllaços senzills addicionals, mentre que els carbonis 2 i 3 mantenen la hibridació sp² per formar el nou doble enllaç al ciclohexè resultant. Així s'aconsegueix reduir el nombre d'enllaços π de 3 a 1 i la formació de 2 enllaços σ, els quals són més forts i més estables que els π. Aquest fet afavoreix energèticament la formació de l'adducte de Diels Alder.
El producte inicialment format té una conformació de vaixell.
En alguns casos s'ha observat reaccions de Diels-Alder sense radicals.

## Cinètica de la reacció
És una reacció d'ordre global cinètic 2: ordre 1 en el diè i ordre 1 en el dienòfil. L'equació cinètica és, doncs:
{\displaystyle v=k\cdot A\cdot B}
On A i B són les concentracions de diè i dienòfil, respectivament i k és la constant de velocitat de la reacció.
La reactivitat i la velocitat en la reacció de Diels-Alder augmenten amb la pressió.

## Característiques del diè
Un diè consta de dos dobles enllaços conjugats, que funcionen com una unitat i, per tant, la seva reactivitat és diferent a la dels sistemes etilènics aïllats. La seqüència més senzilla de les configuracions electròniques dels àtoms consecutius és sp²-sp²-sp²-sp².

Conformacions "s-cis" (esquerra) i "s-trans" (dreta) del butadiè.

El diè ha d'adoptar el que s'anomena la conformació s-cis, és a dir una conformació cis al voltant de l'enllaç senzill. Únicament en la conformació s-cis els carbonis 1,4 del diè es troben suficientment a prop i orientats de manera que la molècula reaccioni. En l'altra conformació, s-trans, els carbonis 1,4 estan massa allunyats per tal que s'encavalquin amb l'orbital p del dienòfil. La majoria de diens poden adoptar la conformació s-cis, ja que, malgrat es tracta de dobles enllaços conjugats, l'enllaç senzill pot rotar. Tanmateix hi ha casos, com el d'un diè bicíclic, que adopta una configuració s-trans rígida. Un altre exemple és el del (2Z,4Z)-2,4-hexadiè, en el qual es produeix un impediment estèric (superposició) entre els dos grups metil i dificulta que el diè adopti la configuració s-cis, ja que la forma s-trans és més estable.
Un altre requisit fonamental del diè és que ha de ser pla, per la qual cosa els únics diens cíclics en els quals la reacció de Diels-Alder funciona són els de 5 i 6 àtoms.
En cas de tenir substituents, aquests han de ser cessors de càrrega electrònica, com ara cadenes alifàtiques, grups aril o grups èter. Si el diè té substituents acceptors la reacció de Diels-Alder no funciona. Si el diè és un compost cíclic llavors es formarà un bicicle.

## Característiques del dienòfil
El dienòfil ha de tenir un substituent acceptor d'electrons, amb això s'aconsegueix una separació de càrregues en el doble enllaç, polaritzant negativament la regió acceptora i polaritzant positivament el doble enllaç.
El dienòfil també pot ser un triple enllaç, en aquest cas el resultat de la reacció de Diels-Alder seria un doble enllaç addicional a les posicions del dienòfil. El dienòfil també pot contenir heteroàtoms. Els mètodes d'obtenció d'aquests dienòfils poden ser molt variats però és extraordinàriament útil la carbonatació de l'acetilè en particular o tota la química de l'acetilè desenvolupada per Walter Reppe.
Una altra característica del dienòfil i conseqüentment de la corresponent reacció de Diels-Alder és l'estèreo-especificitat. L'estereoquímica del dienòfil inicial es manté durant la reacció i solament s'obté un únic estereoisòmer. En concret, es pot resumir que si el dienòfil és cis el ciclohexè resultant serà substituït en cis. Si, en canvi, és trans s'obtindrà el ciclohexè substituït en trans.
Alguns exemples de dienòfils són el propenal, propeonat d'etil, anhídrid maleic, p-benzoquinona o acrilonitril.

## Estereoselectivitat
Les reaccions de Diels-Alder poden conduir a una gran varietat d'isòmers estructurals i d'estereoisòmers (enantiòmers i diastereòmers). Tanmateix en la major part dels casos se'n pot predir la identitat.

### Isomeriaendoiexo

Isomeria endo i exo de la reacció de Diels-Alder

Quan el dienòfil incorpora un grup activant que conté enllaços múltiples, el principi de major recobriment d'enllaços múltiples en el complex activat té una importància extraordinària per predir l'estereoquímica. D'acord amb aquest principi, el diè i el dienòfil s'associen en plans paral·lels, de manera que es permeti la màxima interacció entre els enllaços π de les substàncies reaccionants. Hi ha dues possibles orientacions que compleixen aquesta condició, l'orientació endo i l'orientació exo. Aquesta cerca del màxim recobriment dels enllaços múltiples en el complex activat condueix a la formació preferent del producte endo quan s'utilitzen diens cíclics o amb enllaços múltiples. Si el dienòfil no porta un grup amb enllaç múltiple capaç d'interaccionar amb l'enllaç π, desapareix la preferència de l'isòmer endo.
L'isòmer exo és més estable que l'isòmer endo. Aquí s'observa el fenomen de control cinètic enfront de control termodinàmic. L'explicació més usual per a la formació més ràpida del compost endo és que aquesta forma és el resultat d'una orientació del diè i del dienòfil tal que es produeix una superposició orbital més extens que en l'isòmer exo. Aquesta superposició tendeix a estabilitzar l'estat de transició de l'isòmer endo, reduint la seva energia d'activació i conseqüentment augmentant-ne la velocitat de reacció.